# Aralia elata
Aralia elata é uma espécie de Aralia.

## Espécies
- Aralia canescens Siebold & Zucc.
- Aralia emeiensis Z.Y.Zhu
- Aralia grandis Miq. [Invalid]
- Aralia hupehensis G.Hoo
- Aralia japonica Seem. [ilegítimos]
- Aralia subcapitata G.Hoo
- Dimorphanthus elatus Miq.